# إدوارد كارينغتون
إدوارد كارينغتون هو سياسي أمريكي، ولد في 11 فبراير 1748 في مقاطعة غووتشلاند في الولايات المتحدة، وتوفي في 28 أكتوبر 1810 في ريتشموند في الولايات المتحدة. انتخب عمدة ريتشموند ‏.